# 1ПН110
1ПН110 — российский ночной прицел, предназначенных для наблюдения за полем боя и ведения прицельной стрельбы в условиях плохой видимости из противотанкового гранатомета РПГ-29. Разработан в ЦКБ «Точприбор», производитель ОАО «Новосибирский приборостроительный завод» (г. Новосибирск).

## Конструкция
В конструкции прицела предусмотрены возможность ввода температурных поправок, механизмы выверки, плавная регулировка яркости сетки и автоматическая защита от засветки. Прицел монтируется на стандартное для российского стрелкового оружия крепление с боковой планкой («ласточкин хвост»).

## Варианты
- 1ПН113 для снайперской винтовки СВ-98. Основным отличием от прицела 1ПН110 являются разные значения углов на прицельной сетке и отсутствие шкалы температурных поправок.

## Tактико-технические характеристики серии
| Тип прибора                      | 1ПН110       | 1ПН113     |
| -------------------------------- | ------------ | ---------- |
| Поколение ЭОП                    | 3            | 3          |
| Видимое увеличение, крат         | 3,7          | 3,7        |
| Угол обзора, град                | 9            | 9          |
| Дальность распознавания ночью, м | 600          | 500        |
| Удаление вых. зрачка, мм         | 50           | 65         |
| Напряжение питания, В            | 1,2-1,5      | 1,2-1,5    |
| Время работы, ч                  | 10           | 10         |
| Габаритные размеры, мм           | 276×90×160,5 | 295×90×125 |
| Масса, кг                        | 1,65         | 1,6        |

Источник питания: стандартный элемент АА или аккумулятор НЛЦ-0,9
Температурный диапазон применения — -50°C / +50°C при влажности воздуха до 100%.